# Dactylorhiza maculata subsp. savogiensis
Sous-espèce
Classification phylogénétique
Dactylorhiza maculata subsp. savogiensis, l'Orchis des Sudètes, est une orchidée terrestre française. C'est une orchidée de Savoie.

## Synonyme
- Dactylorhiza savogiensis D.Tyteca & Gathoye

Ce taxon est désormais généralement traité au rang d'espèce.

## Philatélie
Cette espèce est représentée sur des timbres préoblitérés de France émis en 2003 et en 2007, sous le nom de Dactylorhiza savogiensis